# Marañóntangara
Marañóntangara (Microspingus alticola) är en starkt utrotningshotad fågel i familjen tangaror som är endemisk för Peru.

## Utseende och läten
Marañóntangaran är en 15,5 centimeter lång, finkliknande fågel. Huvudet är mörkt skiffergrått med långt ögonbrynsstreck och ett vitt mustaschstreck. Strupen och undersidan är vitare, med rostfärgade flanker som går mot kanelbrunt på buksidorna och undergumpen. Ovansidan är gråbrun med mer sotfärgade vingar och stjärt. På vingtäckare och vingpennor syns ljusa kanter. Lätet beskrivs i engelsk litteratur som ett ljust och hårt "cheet-weet cheet-weet".

## Utbredning och systematik
Fågeln förekommer i Anderna i västra Peru (från södra Cajamarca till La Libertad och östra Áncash).

### Släktestillhörighet
Tidigare placerades arten i släktet Poospiza, men genetiska studier visar att den liksom några andra Poospiza-arter samt Hemispingus trifasciatus bildar en grupp som står närmare exempelvis Cypsnagra, Donacospiza och Urothraupis. Dessa har därför lyfts ut till ett eget släkte, Microspingus.

### Familjetillhörighet
Liksom andra finkliknande tangaror placerades denna art tidigare i familjen Emberizidae. Genetiska studier visar dock att den är en del av tangarorna.

## Status och hot
Marañóntangaran tros ha en liten världspopulation som uppskattas bestå av mellan 2 500 och 10 000 adulta individer. Habitatet blir också alltmer fragmenterat och degraderat till följd av anlagda bränder och för intensivt betande. Detta tros påverka populationsstorleken negativt och isolerar bestånden. IUCN kategoriserar den som nära hotad.